# Tommy Lynn Sells
Tommy Lynn Sells (28. juni 1964 – 3. april 2014) var en amerikansk seriemorder.

## Barndom
Da Sells var otte år, begyndte han at tilbringe tid sammen med en mand ved navn Willis Clark, en mand fra en nærliggende by. Clark blev senere mistænkt for seksuelt misbrug af børn.

## Mord
Sells hævdede, at han begik sit første mord som 16-årig. 
I juli 1985, da han var 21 år gammel, arbejdede Sells ved et karneval i Forsyth, Missouri. Der mødte han Ena Cordt, 35 år, som havde taget sin 4-årige søn med til karneval. Cordt fandt Sells attraktiv og inviterede ham med til sit hjem samme aften. Ifølge Sells havde han sex med Cordt, men han vågnede i løbet af natten, hvor han opdagede, at hun var i gang med at stjæle fra hans rygsæk. Han tog hendes søns baseballbat og slog hende ihjel. Han myrdede hendes søn for at undgå, at han kunne vidne mod Sells. De to hårdt forslåede lig blev fundet tre dage senere; på dette tidspunkt var Tommy Lynn Sells draget videre.
I 1997 blev 10-årige Joel Kirkpatrick, søn af Julie Rea Harper, myrdet. Hans mor blev dømt, men hun blev senere frifundet. Hendes familie fortalte politiet, at Sells havde invaderet deres hjem og dræbte Kirkpatrick, fordi moderen var uhøflig overfor Sells tidligere på aftenen i en nærliggende dagligvarebutik.